# Joaquín Manuel Fernández Cruzado
Joaquín Manuel Fernández Cruzado (Jerez de la Frontera, 24 de desembre de 1781 - Cadis, 31 de gener de 1856) va ser un pintor precursor del romanticisme, que va destacar també com a retratista i autor d'escenes costumistes de l'època, en la seva majoria inspirades en la tauromàquia. Era fill de l'escultor i acadèmic gadità José Fernández Guerrero.

## Biografia
Encara que no va néixer a Cadis, se'l considera gadità, ja que en aquesta ciutat va transcórrer la seva infància i adolescència. Va estudiar al Seminari de San Bartolomé d'aquesta ciutat, però també per influència del seu pare, a l'amfiteatre del Reial Col·legi de Cirurgia i Medicina de Cadis, on va adquirir coneixements d'anatomia humana, que li van ser molt útils per als seus inicis artístics. El 1808, era alumne de l'Acadèmia de Belles Arts de Sant Ferran de Madrid quan es va iniciar la Guerra del Francès i es va incorporar com soldat a l'exèrcit espanyol per a combatre contra les tropes napoleòniques. Va romandre en l'exèrcit fins al 1830, el que no li va impedir obtenir el títol d'acadèmic de Sant Ferran (1814) mentre servia. Va arribar al càrrec de capità i va obtenir, entre altres condecoracions, la Creu de la Reial i Militar Orde de Sant Hermenegild. També va viatjar a Amèrica amb diferents expedicions, per lluitar contra els colons que es van rebel·lar per aconseguir la seva independència d'Espanya i va participar, abraçant la causa liberal, en accions militars contra els Cent Mil Fills de Sant Lluís, l'exèrcit francès encapçalat pel duc d'Angulema que va acudir en auxili de Ferran VII per enderrocar als liberals i restaurar l'absolutisme.
En acabar la seva vida militar, va regressar a Cadis, on va tornar a trobar-se amb la pintura i va arribar a dirigir l'Acadèmia de Belles Arts local (1846), de la que havia estat també tinent director el seu pare. Precisament va dotar de llum de gas a aquest centre acadèmic perquè els seus alumnes poguessin aprofitar més hores del dia en la seva formació artística.

## Obra
La major part de la seva obra la va realitzar ja entrat en la cinquantena. Destaquen retrats, en la seva majoria de personalitats de l'època i de la reialesa borbònica, escenes costumistes i motius religiosos, entre aquests diverses peces que s'exposen al culte a la catedral gaditana, com és un impressionant Sant Àngel Custodi. Té obra al Museu del Romanticisme (Madrid), al de Belles Arts de Bilbao i en el de Cadis, entre d'altres. Va publicar l'estudi literari Compedio de anatomía anaómica con aplicaciones al estudio de la pintura
També la seva obra forma part de nombroses col·leccions privades d'Espanya i Amèrica, molt en concret a Santiago de Cuba, on residia el seu germà José, metge que va publicar el primer treball d'oftalmologia de l'illa.
No el va seguir ningú de la seva família en les belles arts, malgrat ser fill d'acadèmic i nebot-besnet del mestre Gonzalo Fernández de Pomar, màxim exponent del retaule barroc gadità.